# Collegio di Birmingham Perry Barr
Birmingham Perry Barr è un collegio elettorale situato a Birmingham, nelle Midlands Occidentali, e rappresentato alla Camera dei comuni del Parlamento del Regno Unito. Elegge un membro del parlamento con il sistema first-past-the-post, ossia maggioritario a turno unico; l'attuale parlamentare è Ayoub Khan, eletto come Indipendente, che rappresenta il collegio dal 2024.

## Estensione

Birmingham Perry Barr dal 2010 al 2024

Il collegio copre una grande area nord-occidentale di Birmingham.
- 1950-1974: i ward del County Borough of Birmingham di Kingstanding e Perry Barr.
- 1974-1983: i ward del County Borough of Birmingham di Kingstanding, Oscott e Perry Barr.
- 1983-1997: i ward della Città di Birmingham di Handsworth, Kingstanding, Oscott e Perry Barr.
- 1997-2010: i ward della Città di Birmingham di Handsworth, Oscott, Perry Barr e Sandwell.
- 2010-2024: i ward della Città di Birmingham di Handsworth Wood, Lozells and East Handsworth, Oscott e Perry Barr.
- dal 2024: i ward della Città di Birmingham di Aston; Birchfield; Handsworth; Handsworth Wood; Holyhead; Lozells; Oscott (distretti elettorali OSC1, OSC2, OSC3 e OSC6(103)) e Perry Barr.[1]

## Membri del parlamento
| Elezione | Elezione       | Deputato          | Partito      |
| -------- | -------------- | ----------------- | ------------ |
|          | 1950           | Cecil Poole       | Laburista    |
| 1955     | Charles Howell |                   | Laburista    |
|          | 1964           | Wyndham Davies    | Conservatore |
|          | 1966           | Christopher Price | Laburista    |
|          | 1970           | Joseph Kinsey     | Conservatore |
|          | Feb 1974       | Jeff Rooker       | Laburista    |
| 2001     | Khalid Mahmood |                   | Laburista    |
|          | 2024           | Ayoub Khan        | Indipendente |

## Elezioni

### Elezioni negli anni 2020
| Partito                    | Partito                                           | Candidato                  | Risultati 4 luglio 2024 | Risultati 4 luglio 2024 |
| Partito                    | Partito                                           | Candidato                  | Voti                    | %                       |
| -------------------------- | ------------------------------------------------- | -------------------------- | ----------------------- | ----------------------- |
|                            | Indipendente                                      | Ayoub Khan                 | 13 303                  | 35,50                   |
|                            | Laburista                                         | Khalid Mahmood             | 12 796                  | 34,14                   |
|                            | Conservatore                                      | Garry Hickton              | 4 227                   | 11,28                   |
|                            | Reform UK                                         | Akshay Khuttan             | 2 446                   | 6,53                    |
|                            | Verdi                                             | Kefentse Dennis            | 2 440                   | 6,51                    |
|                            | Lib Dem                                           | Sabah Hamed                | 1 302                   | 3,47                    |
|                            | Indipendente                                      | Niko Omilana               | 509                     | 1,36                    |
|                            | Laburista Socialista                              | Shangara Singh             | 453                     | 1,21                    |
|                            |                                                   |                            |                         |                         |
| Iscritti                   | Iscritti                                          | Iscritti                   | 76 350                  | 100,00                  |
| ↳ Votanti (% su iscritti)  | ↳ Votanti (% su iscritti)                         | ↳ Votanti (% su iscritti)  | 37 476                  | 49,08                   |
| ↳ Astenuti (% su iscritti) | ↳ Astenuti (% su iscritti)                        | ↳ Astenuti (% su iscritti) | 38 874                  | 50,92                   |
|                            |                                                   |                            |                         |                         |
|                            | Esito: collegio passa da Laburista a Indipendente |                            |                         |                         |

### Elezioni negli anni 2010
| Partito                    | Partito                                | Candidato                  | Risultati 12 dicembre 2019 | Risultati 12 dicembre 2019 |
| Partito                    | Partito                                | Candidato                  | Voti                       | %                          |
| -------------------------- | -------------------------------------- | -------------------------- | -------------------------- | -------------------------- |
|                            | Laburista                              | Khalid Mahmood             | 26 594                     | 63,10                      |
|                            | Conservatore                           | Raaj Shamji                | 11 277                     | 26,76                      |
|                            | Lib Dem                                | Gerry Jerome               | 1 901                      | 4,51                       |
|                            | Brexit                                 | Annette Willcox            | 1 382                      | 3,28                       |
|                            | Verdi                                  | Kefentse Dennis            | 845                        | 2,00                       |
|                            | Yeshua                                 | Thomas Braich              | 148                        | 0,35                       |
|                            |                                        |                            |                            |                            |
| Iscritti                   | Iscritti                               | Iscritti                   | 72 006                     | 100,00                     |
| ↳ Votanti (% su iscritti)  | ↳ Votanti (% su iscritti)              | ↳ Votanti (% su iscritti)  | 42 262                     | 58,69                      |
| ↳ Astenuti (% su iscritti) | ↳ Astenuti (% su iscritti)             | ↳ Astenuti (% su iscritti) | 29 744                     | 41,31                      |
|                            |                                        |                            |                            |                            |
|                            | Esito: collegio confermato a Laburista |                            |                            |                            |

| Partito                    | Partito                                | Candidato                  | Risultati 8 giugno 2017 | Risultati 8 giugno 2017 |
| Partito                    | Partito                                | Candidato                  | Voti                    | %                       |
| -------------------------- | -------------------------------------- | -------------------------- | ----------------------- | ----------------------- |
|                            | Laburista                              | Khalid Mahmood             | 30 109                  | 68,12                   |
|                            | Conservatore                           | Charlotte Hodivala         | 11 726                  | 26,53                   |
|                            | Lib Dem                                | Harjun Singh               | 1 080                   | 2,44                    |
|                            | Laburista Socialista                   | Shangara Bhatoe            | 592                     | 1,34                    |
|                            | Verdi                                  | Vijay Rana                 | 591                     | 1,34                    |
|                            | Open Borders                           | Harjinder Singh            | 99                      | 0,22                    |
|                            |                                        |                            |                         |                         |
| Iscritti                   | Iscritti                               | Iscritti                   | 70 042                  | 100,00                  |
| ↳ Votanti (% su iscritti)  | ↳ Votanti (% su iscritti)              | ↳ Votanti (% su iscritti)  | 44 197                  | 63,10                   |
| ↳ Astenuti (% su iscritti) | ↳ Astenuti (% su iscritti)             | ↳ Astenuti (% su iscritti) | 25 845                  | 36,90                   |
|                            |                                        |                            |                         |                         |
|                            | Esito: collegio confermato a Laburista |                            |                         |                         |

| Partito                    | Partito                                | Candidato                  | Risultati 7 maggio 2015 | Risultati 7 maggio 2015 |
| Partito                    | Partito                                | Candidato                  | Voti                    | %                       |
| -------------------------- | -------------------------------------- | -------------------------- | ----------------------- | ----------------------- |
|                            | Laburista                              | Khalid Mahmood             | 23 697                  | 57,43                   |
|                            | Conservatore                           | Charlotte Hodivala         | 8 869                   | 21,50                   |
|                            | UKIP                                   | Harjinder Singh            | 5 032                   | 12,20                   |
|                            | Lib Dem                                | Arjun Singh                | 2 001                   | 4,85                    |
|                            | Verdi                                  | James Lovatt               | 1 330                   | 3,22                    |
|                            | TUSC                                   | Robert Punton              | 331                     | 0,80                    |
|                            |                                        |                            |                         |                         |
| Iscritti                   | Iscritti                               | Iscritti                   | 69 932                  | 100,00                  |
| ↳ Votanti (% su iscritti)  | ↳ Votanti (% su iscritti)              | ↳ Votanti (% su iscritti)  | 41 260                  | 59,00                   |
| ↳ Astenuti (% su iscritti) | ↳ Astenuti (% su iscritti)             | ↳ Astenuti (% su iscritti) | 28 672                  | 41,00                   |
|                            |                                        |                            |                         |                         |
|                            | Esito: collegio confermato a Laburista |                            |                         |                         |

| Partito                    | Partito                                | Candidato                  | Risultati 6 maggio 2010 | Risultati 6 maggio 2010 |
| Partito                    | Partito                                | Candidato                  | Voti                    | %                       |
| -------------------------- | -------------------------------------- | -------------------------- | ----------------------- | ----------------------- |
|                            | Laburista                              | Khalid Mahmood             | 21 142                  | 50,28                   |
|                            | Lib Dem                                | Karen Hamilton             | 9 234                   | 21,96                   |
|                            | Conservatore                           | William Norton             | 8 960                   | 21,31                   |
|                            | UKIP                                   | Melvin J. Ward             | 1 675                   | 3,98                    |
|                            | Laburista Socialista                   | John Tyrrell               | 527                     | 1,25                    |
|                            | Cristiano                              | Deborah Hey-Smith          | 507                     | 1,21                    |
|                            |                                        |                            |                         |                         |
| Iscritti                   | Iscritti                               | Iscritti                   | 71 262                  | 100,00                  |
| ↳ Votanti (% su iscritti)  | ↳ Votanti (% su iscritti)              | ↳ Votanti (% su iscritti)  | 42 045                  | 59,00                   |
| ↳ Astenuti (% su iscritti) | ↳ Astenuti (% su iscritti)             | ↳ Astenuti (% su iscritti) | 29 217                  | 41,00                   |
|                            |                                        |                            |                         |                         |
|                            | Esito: collegio confermato a Laburista |                            |                         |                         |

### Elezioni negli anni 2000
| Partito                    | Partito                                | Candidato                  | Risultati 5 maggio 2005 | Risultati 5 maggio 2005 |
| Partito                    | Partito                                | Candidato                  | Voti                    | %                       |
| -------------------------- | -------------------------------------- | -------------------------- | ----------------------- | ----------------------- |
|                            | Laburista                              | Khalid Mahmood             | 18 269                  | 46,95                   |
|                            | Lib Dem                                | Jonathan A. Hunt           | 10 321                  | 26,52                   |
|                            | Conservatore                           | Naweed Khan                | 6 513                   | 16,74                   |
|                            | Respect                                | Mohammad Naseem            | 2 173                   | 5,58                    |
|                            | Laburista Socialista                   | Rajinder Clair             | 890                     | 2,29                    |
|                            | UKIP                                   | Bimla Balu                 | 745                     | 1,91                    |
|                            |                                        |                            |                         |                         |
| Iscritti                   | Iscritti                               | Iscritti                   | 70 109                  | 100,00                  |
| ↳ Votanti (% su iscritti)  | ↳ Votanti (% su iscritti)              | ↳ Votanti (% su iscritti)  | 38 911                  | 55,50                   |
| ↳ Astenuti (% su iscritti) | ↳ Astenuti (% su iscritti)             | ↳ Astenuti (% su iscritti) | 31 198                  | 44,50                   |
|                            |                                        |                            |                         |                         |
|                            | Esito: collegio confermato a Laburista |                            |                         |                         |

| Partito                    | Partito                                | Candidato                  | Risultati 7 giugno 2001 | Risultati 7 giugno 2001 |
| Partito                    | Partito                                | Candidato                  | Voti                    | %                       |
| -------------------------- | -------------------------------------- | -------------------------- | ----------------------- | ----------------------- |
|                            | Laburista                              | Khalid Mahmood             | 17 415                  | 46,54                   |
|                            | Conservatore                           | David Binns                | 8 662                   | 23,15                   |
|                            | Lib Dem                                | Jonathan A. Hunt           | 8 566                   | 22,89                   |
|                            | Laburista Socialista                   | Avtar Singh Jouhl          | 1 544                   | 4,13                    |
|                            | Alleanza Socialista                    | Caroline Johnson           | 465                     | 1,24                    |
|                            | UKIP                                   | Natalya Nattrass           | 352                     | 0,94                    |
|                            | Marxista                               | Michael Roche              | 221                     | 0,59                    |
|                            | Musulmano                              | Robert L. Davidson         | 192                     | 0,51                    |
|                            |                                        |                            |                         |                         |
| Iscritti                   | Iscritti                               | Iscritti                   | 71 134                  | 100,00                  |
| ↳ Votanti (% su iscritti)  | ↳ Votanti (% su iscritti)              | ↳ Votanti (% su iscritti)  | 37 417                  | 52,60                   |
| ↳ Astenuti (% su iscritti) | ↳ Astenuti (% su iscritti)             | ↳ Astenuti (% su iscritti) | 33 717                  | 47,40                   |
|                            |                                        |                            |                         |                         |
|                            | Esito: collegio confermato a Laburista |                            |                         |                         |

## Risultati dei referendum

### Referendum sulla permanenza del Regno Unito nell'Unione europea del 2016
|             | Collegio              | Lasciare UE % | Rimanere in UE % |
| ----------- | --------------------- | ------------- | ---------------- |
|             | Birmingham Perry Barr | 51,2%         | 48,8%            |
| Inghilterra | 53,3%                 | 46,7%         |                  |
| Regno Unito | 51,9%                 | 48,1%         |                  |